# Dorcadion heldreichii
Dorcadion heldreichii là một loài bọ cánh cứng trong họ Cerambycidae.